# Isla de Alborán
Isla de Alborán – wyspa pochodzenia wulkanicznego, leżąca na Morzu Alborańskim (w zachodniej części Morza Śródziemnego), w odległości 92,6 km od Półwyspu Iberyjskiego i ok. 50 km na północ od marokańskiego przylądka Ras Salasat Madari. Z wyspą Alborán sąsiaduje niewielka wysepka Nubes (hiszp. Isla de las Nubes – w dosłownym tłumaczeniu „wyspa chmur”).
Powierzchnia wyspy wynosi 0,0712 km², a jej wysokość dochodzi do 16 m n.p.m. W centrum wyspy znajduje się podziemny, żeglowny przy dobrej pogodzie kanał, który przecina ją z jednej strony na drugą, znany jako Cueva de las Morenas. Znajduje się tu też port, heliport, zautomatyzowana latarnia morska z XIX wieku oraz mały cmentarz z trzema nagrobkami.
Wyspa należy do Hiszpanii, wchodzi w skład prowincji Almería będącej częścią wspólnoty autonomicznej Andaluzja i jest zaliczana do tzw. hiszpańskich posiadłości w Afryce Północnej.
Wyspa jest posiadłością Hiszpanii od roku 1540, a od roku 1960 stacjonuje na niej niewielki hiszpański garnizon wojskowy. Do wyspy rości pretensje również Maroko.
Wyspa jest jednym z nielicznych terenów lęgowych dla chronionej mewy śródziemnomorskiej.